# Fiabe/Anima vai
Fiabe/Anima vai è un 45 giri della cantante pop italiana Loredana Bertè, pubblicato nel 1977 dall'etichetta discografica CGD.

## I brani
Il brano Fiabe, scritto da Oscar Avogadro e Daniele Pace su musica di Franco Monaldi, ebbe un discreto successo, raggiungendo il picco massimo della ventinovesima posizione dei singoli più venduti, e la trentasettesima di quelli più venduti in Italia nel 1977. Il brano, che si caratterizza dalla potenza vocale dell'interprete, vede la partecipazione ai cori di Mia Martini.
Nel mese di novembre 2020 è stato ristampato in vinile di colore rosso (della serie evento 70Berte'vinyl collection) mantenendo fedele la copertina originale del 1977.

## Lato b
Anima vai, brano pop scritto dagli stessi autori su musica di Mario Lavezzi, era il lato b del disco. Il 45 giri venne pubblicato anche per il mercato olandese.
Entrambi i brani non vennero inseriti in alcun album.

## Tracce
Lato A
1. Fiabe – 4:10 ((Oscar Avogadro, Daniele Pace, Franco Monaldi))

Durata totale: 4:10
Lato B
1. Anima vai – 4:17 ((Oscar Avogadro, Daniele Pace, Mario Lavezzi))

Durata totale: 4:17

### Charts
| Chart (1977)  | Peak position |
| ------------- | ------------- |
| Italia (FIMI) | 29            |